# Karl-Peter Chilla

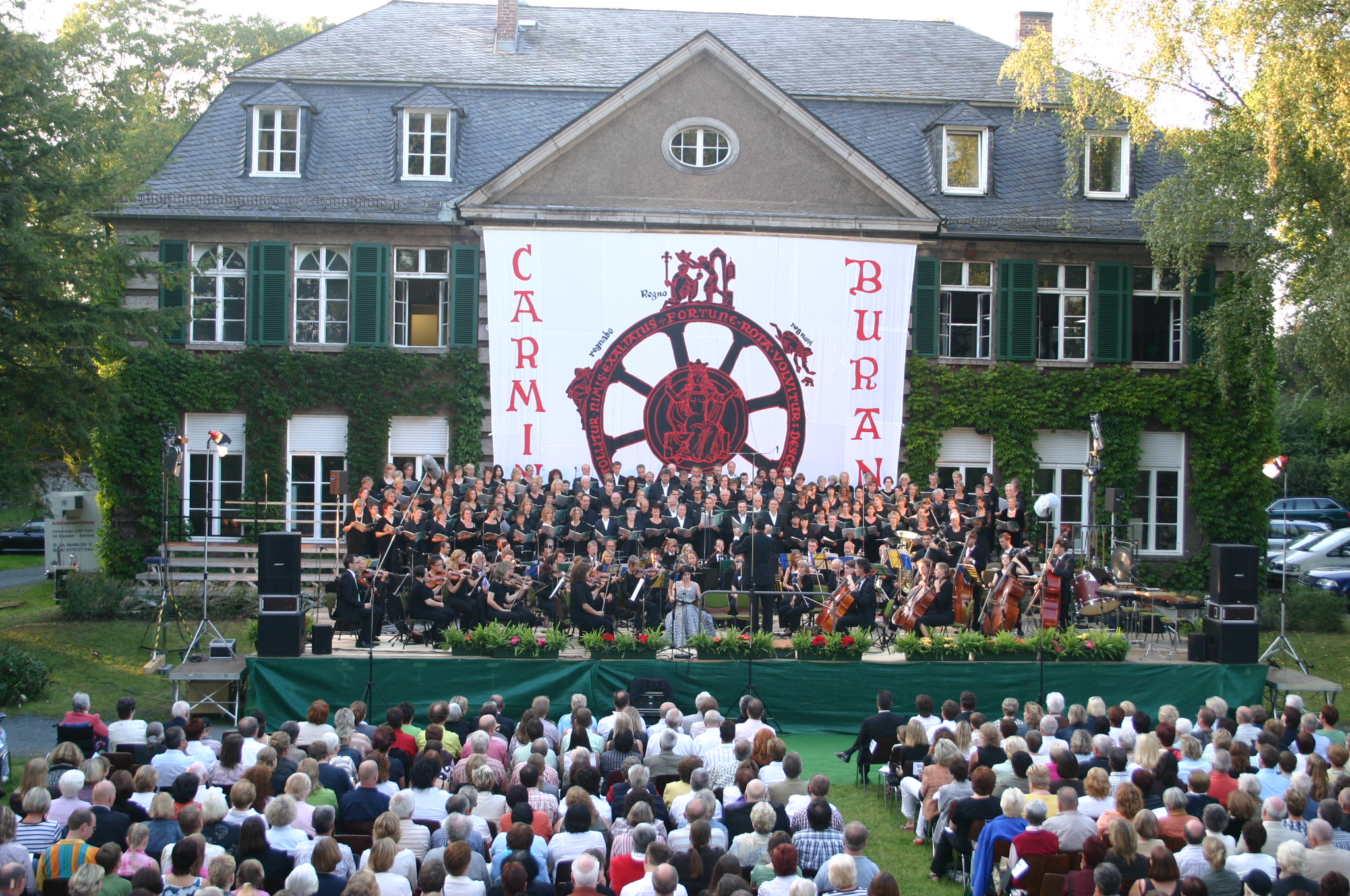
Carmina Burana – Schloßberg Dillenburg

Karl-Peter Chilla (* 1949) ist ein deutscher Kirchenmusiker, Organist und Komponist.

## Leben und Werk
Während der Schulzeit war Chilla bereits als Chorleiter und Organist tätig. Nach seiner kaufmännischen Ausbildung studierte er Kirchenmusik in Berlin, u. a. bei Karl Hochreither, Martin Behrmann, Ernst Pepping und Heinz Werner Zimmermann. Nach Abschluss des A-Examens und mehrjähriger Tätigkeit als Kirchenmusiker in Berlin und Bremen prägte er von 1982 bis 2014 als Kantor der Ev. Kirchengemeinde Dillenburg und Propsteikantor für die Evangelische Kirche in Hessen und Nassau das Musikleben der Stadt und Region. Er leitete in Dillenburg zehn Chöre, angefangen von der Musikalischen Früherziehung über Kinder- und Jugendchöre, Gospel- und Seniorenchöre bis hin zu einem Oratorienchor und dem Kammerchor-Dillenburg. Darüber hinaus betreute er die „Chorleiterschule Dillenburg“. Der Bau und die Erweiterung der Oberlinger-Orgel der Ev. Stadtkirche Dillenburg, die über 46 Register auf drei Manualen und Pedal verfügt, wurde von ihm angestoßen und betreut. Chilla begründete die Konzertreihe Dillenburger Orgelsommer.
Als Dozent für Kinderchorleitung war er ab 1986 an der Frankfurter Kirchenmusikschule und später an der Hochschule für Musik und Darstellende Kunst Frankfurt am Main für die Fächer Schulchor- und Kinderchorleitung sowie zeitweise für Hymnologie und Liturgik verantwortlich. Im Sommersemester 2019 beendete Chilla seine Hochschultätigkeit. An der Anna-Schmidt-Schule Frankfurt leitete er parallel zu seiner Dozententätigkeit mehrere Chöre, die auch für den praktischen Unterricht der Studenten zur Verfügung standen.
Als langjähriger Vorsitzender war er für den Konzert- und Theaterring Dill e. V., die Fachgruppe-Kultur im Förderkreis der Stadt Dillenburg und die Chorstiftung Philipp Reich in Frankfurt am Main verantwortlich.
Im Jahr 2002 erhielt er den Titel Chordirektor BDC der Arbeitsgemeinschaft Deutscher Chorverbände (jetzt: Bundesvereinigung Deutscher Chorverbände). [2]
Zu den Höhepunkten seiner Tätigkeit in Dillenburg gehörten u. a. die Erst-Wiederaufführung von Franz von Suppès Requiem mit der Johanniskantorei in Begleitung des hr-Sinfonieorchesters, die vom Hessischen Rundfunk 1987 gesendet wurde; mehrfache Aufführungen der großen Vokalwerke von Johann Sebastian Bach wie z. B. h-Moll-Messe, Matthäus- und Johannes-Passion, letztere u. a. als szenische Vorführung; die Reihe „Bach-Kantaten zum Mitsingen“ und die alle Jahre stattfindenden Konzerte zur Weihnachtszeit u. a. mit dem Messias und dem Weihnachtsoratorium (auch in der Fassung als „Kinderkonzert“ mit Schauspielern); Open-Air-Konzerte mit Händels Feuerwerksmusik auf dem Dillenburger Schlossberg mit anschließendem Feuerwerk, mehrere Aufführungen der Carmina Burana von Carl Orff sowie andere große Oratorien wie z. B. Mendelssohns Elias, Paulus und Lobgesang, Mozart- und Haydn-Messen und Kindermusicals.
Er ist Referent für Chor- und Kinderchorleitung bei Verbänden und Institutionen. Karl-Peter Chilla ist als Herausgeber und Komponist von Orgel- und Chorsammlungen bekannt und ist als freier Mitarbeiter für den Strube-Verlag München sowie für verschiedene weitere Verlage wie Schott Music, Merseburger Verlag, Bärenreiter-Verlag und Verlag Dohr tätig. Seine umfangreichen Orgel- und Chornotenveröffentlichungen erreichen mit ihrem breiten Spektrum viele Organisten und Chorleiter.

## Veröffentlichungen

### Freie Orgelmusik
- …das spiele ich morgen I–XIV. Leicht spielbare Stücke aus Barock, Klassik, Moderne und Traditional-Pop. Strube, München 2011–2024, ISBN 978-3-89912-197-1.
- Adagio I–III (Orgelmusiksammlung). Strube, München 2006, 2008.
- Maestoso I–III. (Orgelmusiksammlung). Strube, München 2006, 2007.
- Scherzo I–II (Orgelmusiksammlung). Strube, München 2009, 2010.
- Allegro light I–II. Präludium und Fuge. Leicht spielbare Stücke aus Barock, Klassik, Romantik und Traditional-Pop. Strube, München, 2017.
- J. S. Bach light. Orgel- und Orchesterwerke in leicht spielbarer Manualiter-Bearbeitung. Strube, München 2019.
- G. F. Händel light. Orgel-, Cembalo- und Orchesterwerke in leicht spielbarer manualiter-Bearbeitung. Strube, München 2022.
- Sommer-Orgel. Band I–V. Leicht darstellbare Werke (manualiter und pedaliter) zum Ein- oder Auszug und als Zugabestücke aus Barock, Klassik und Romantik. Strube, München 2018–2023.
- Beethoven auf der Orgel Leicht bist mittelschwer darstellbare Bearbeitungen von Klavier- und Orchesterwerken sowie Kompositionen für die Flötenuhr. Strube, München 2020.
- Ohrwurm. Leicht spielbare Klassik-Hits für Orgel aus der Barock- bis zur Neuzeit. Strube, München 2020.
- 2:4. Orgelmusik für 4 Hände. Band I-II. Werke aus Barock, Klassik und Romantik für Konzert und Unterricht. Strube, München 2015–2025.
- Enjoy the organ I–III. Eine Auswahl leicht spielbarer Stücke. Bärenreiter, Kassel 2012, 2014, 2015.
- Beerdigung. Leicht spielbare Stücke aus Barock, Klassik und Romantik – manualiter. Strube, München 2014.
- Hochzeit. Ein- und Auszugsstücke, Meditationen und Intermezzi von Purcell, Bach, Händel, Mendelssohn, Wagner bis zu MacDowell und Gershwin. Strube, München 2012.
- Ein musikalischer Wettstreit zwischen Orgel und Keyboard mit Mozarts „Sonata facile“. Strube, München 2007.
- Pastorella. Sammlung leicht spielbarer freier Weihnachtsmusik. Strube, München 2007.
- Fukushima, op. 45,1, Tschernobyl, op. 45,2. Zwei Programmmusiken für Orgel. Merseburger, Kassel, 2019, ISMN 979-0-2007-1689-4.

### Choralgebundene Orgelwerke
- Advent, op. 36. Choralfantasien für Gottesdienst und Konzert. Band I. Strube, München 2011.
- Advent, op. 55. Choralfantasien für Gottesdienst und Konzert. Band II. Strube, München 2022.
- Weihnachten, op. 37. Choralfantasien für Gottesdienst und Konzert. Strube, München 2012.
- Weihnachten, op. 56. Choralfantasien für Gottesdienst und Konzert. Strube, München 2022.
- Jahreswechsel und Epiphanias, op. 41. Choralfantasien und -vorspiele für Gottesdienst und Konzert. Strube, München 2017.
- Passion, op. 39. 26 Choralfantasien für Gottesdienst und Konzert. Strube, München 2015.
- Ostern, op. 38. Choralfantasien für Gottesdienst und Konzert. Strube, München 2016.
- Trinitatis, Choralvorspiele für die „festlose“ Zeit. Band I–V, op. 47, 49, 51, 52, 58. Strube, München 2019–2023.
- Geh aus, mein Herz, und suche Freud, op. 42. Ungewöhnlich, pfiffig und leicht darstellbare Variationen für Orgel. Strube, München 2020.
- Befiehl du deine Wege, op. 43. Zwölf leicht darstellbare Variationen für Orgel. Strube, München 2021.
- Choral-Metamorphose I, op. 46. Ein feste Burg ist unser Gott, für Orgel. Beethovens 5. Sinfonie & Luthers Choral. 2 „Monumentalwerke“ treffen aufeinander. Strube, München 2018.
- Choral-Metamorphose II, op. 53. Philipp Nicolais Wie schön leuchtet der Morgenstern trifft auf Edvard Griegs Morgenstimmung. Strube, München 2022.
- Taufe, op. 59. Leicht ausführbare choralgebundene und freie Orgelwerke für Tauf-, Kinder-, Familien- und Einschulungsgottesdienste. Strube, München 2023.
- ...spiel mir das Lied von Gott, op. 62. Choralfantasien zu beliebten neuen geistlichen Liedern. Strube, München 2024.

### Orgelwerke mit einem Soloinstrument
- Flötentöne und Orgel. Band I: Advent und Weihnachten. Strube, München 2021.
- Flötentöne und Orgel. Band II: Gottesdienst und Konzert. Strube, München 2022.

### Klaviermusik
- Kaffee-Haus-Musik für Klavier. Strube, München 2021.

### Chormusik
- Chor im Ohr. Bd. I–III, SAB. Strube, München, 2013, 2017.
- Weise mir, Herr, deinen Weg. Dreistimmige Chormotetten. SAB. Dohr, Köln 1995.

### Chormusik für Kinder
- Die Schöpfung, op. 48. Ein interreligiöses Musical für Kinder zwischen 8 und 16 Jahren. Strube, München 2019.
- Willkommen in Bethlehem, op. 50. Ein Kurz-Musical für die Christvesper. Strube, München 2020.
- Noah und die Sintflut, op. 40. Ein interreligiöses Musical für Kinder zwischen 8 und 14 Jahren. Strube, München 2016.

### Gesprächskonzerte für Kinder
- Die Orgelmaus, op. 35. Ein unterhaltsames Gesprächskonzert für Kinder (und Erwachsene) über die Funktionsweise der Orgel. Strube, München 2005.
- Bilder einer Ausstellung (M. Mussorgski/K-P Chilla), op. 60. Ein unterhaltsames Gesprächskonzert für Kinder (und Erwachsene) in einer vereinfachten, leicht(er) spielbaren Fassung für Orgel manualiter (Pedal ad lib.) / Klavier.  Strube, München 2024

### Tonträger
- Hochzeit. Demo-CD zur Orgelmusiksammlung. Strube, München 2012.
- Orgelmusik zum Träumen. CD mit einer Auswahl der Bände Adagio I–III. Strube, München 2007.

### Schriften
- Handbuch der Kinderchorleitung. Schott, Mainz 2014, ISBN 978-3-7957-8727-1.